# کیک ادویه
کیک ادویه (انگلیسی: Spice cake) یک نوع کیک است که به صورت سنتی با ترکیبی از ادویه تهیه می‌شود. این کیک به روش‌های مختلفی تهیه می‌شود. انواع ادویه‌های استفاده شده شامل دارچین، میخک صدپر، زنجبیل و جوز هندی است.
این کیک برای اولین بار در نیوهمپشایر تهیه شد.